# Högkobban (vid Storön, Närpes)
Högkobban är en ö i Finland.   Den ligger i den ekonomiska regionen  Sydösterbotten och landskapet Österbotten, i den sydvästra delen av landet, 300 km nordväst om huvudstaden Helsingfors.
Högkobban sitter i norr ihop med Buskgrund genom en smal grusås.